# Физиология дыхания
Физиоло́гия дыха́ния — совокупность процессов, результатом которых является потребление кислорода и выделение углекислого газа живыми организмами. Дыхательная система наряду с сердечно-сосудистой является неотъемлемым элементом слаженной и взаимосвязанной работы всех органов и систем макроорганизма, поддерживающей постоянство газового состава альвеолярного воздуха, циркулирующей крови и тканевой жидкости.

## Процесс
Физиологический акт дыхания включает этапы:
- вне́шнее дыха́ние (вентиляция альвеол, которая непосредственно обеспечивается дыхательной системой);
- газообме́н в лёгких (между альвеолярным воздухом и кровью капилляров малого круга кровообращения);
- тра́нспорт га́зов кро́вью (перенос кислорода с током крови ко всем периферическим органам и тканям, в том числе и самим лёгким, а также удаление углекислоты, образующейся в ходе катаболических процессов сердечно-сосудистой системой);
- Газообмен между артериальной кровью и тканями
- тканево́е (кле́точное) дыха́ние — совокупность биохимических реакций, протекающих в клетках живых организмов, в ходе которых происходит окисление углеводов, липидов и аминокислот до углекислого газа и воды с высвобождением энергии, необходимой для биосинтеза молекул аденозинтрифосфата (АТФ), являющегося универсальным источником энергии в клетке.

## Регуляция
Регуляция дыхательных движений осуществляется дыхательным центром, который представлен совокупностью нервных клеток, расположенных в разных отделах центральной нервной системы. Основная часть дыхательного центра расположена в продолговатом мозге. Активность его зависит от концентрации углекислого газа (CO2) в крови и от нервных импульсов, приходящих от рецепторов разных внутренних органов и кожи.
Так, у новорожденного ребенка после перевязки пупочного канатика и отделения от организма матери в крови накапливается углекислый газ и снижается количество кислорода (см. также Асфиксия новорождённых). Избыток CO2 гуморально (нейрогуморально), а недостаток O2 рефлекторно через рецепторы кровеносных сосудов возбуждают дыхательный центр. Это приводит к сокращению дыхательных мышц и увеличению объёма грудной клетки, легкие расправляются, происходит первый вдох — чаще с криком.
Нервная регуляция оказывает рефлекторное влияние на дыхание. Горячий или холодный раздражитель (сенсорной системы) кожи, боль, страх, гнев, радость (и прочие эмоции и стрессоры), физическая нагрузка быстро меняют характер дыхательных движений (см. Вегетативная нервная система#Физиология).
Болевые рецепторы в лёгких отсутствуют, поэтому с целью предупреждения заболеваний проводятся периодические флюорографические обследования.